# برزین حمزه‌زاده
بَرزین حمزه‌زاده، (۱۳۸۷–۱۲ دی ۱۴۰۲) یکی از معترضان نوجوان شرکت‌کننده در خیزش ۱۴۰۱ ایران اهل سردشت بود که در جریان اعتراضات علیه جمهوری اسلامی در کردستان نیروهای سرکوب‌گر جمهوری اسلامی او را ربودند و یک هفته شکنجه کردند. وی به علت شدت آسیب‌دیدگی‌های داخلی و ضرب‌وشتم، در بیمارستان جان خود را از دست داد. او که هنگام بازداشت تنها ۱۵ سال داشت، دچار اختلال عملکرد کلیوی شده و طی ۱۳ ماه چندین بار به حالت بیهوشی رفت. علی‌رغم اینکه برزین قبل از بازداشت در سلامت کامل بود، شکنجه‌های زمان بازداشت باعث شد که پس از آزادی بارها از هوش برود. از روز بازداشت تحت فشارهای امنیتی بوده و خانواده‌اش مورد تهدید قرار گرفته‌اند تا موضوع را رسانه‌ای نکنند. این واقعه بخشی از خشونت‌های گسترده‌ای است که در اعتراضات سراسری ایران رخ داد، جایی که صدها نفر کشته و مجروح شدند و آزارهای وحشیانه‌ای علیه بازداشت‌شدگان، از جمله کودکان و نوجوانان، گزارش شده‌است.

## ویدیو ربوده‌شدن
صفحه توئیتر سازمان حقوق بشر هه‌نگاو ویدیویی منتشر کرد که لحظات ربودن برزین حمزه‌زاده، کودک جانباخته اهل سردشت توسط نیروهای شکنجه‌گر را نشان می‌دهد. در این ویدیو، چهار نیروی سرنشین دو خودروی پژو و پراید، متعلق به نهادهای امنیتی جمهوری اسلامی ایران، برزین را با توسل به خشونت مورد ربایش قرار داده و به مکان نامعلومی منتقل می‌کنند. عوارض فیزیکی این شکنجه زندگی این کودک را مختل کرد. او بارها برای درمان کلیه‌هایش که با ضربات مأموران حکومتی از کار افتاده بودند؛ به پزشک مراجعه کرد و در نهایت، روز سه‌شنبه ۱۲ دی ماه سال جاری تحت عملیات جراحی، در بیمارستان خمینی ارومیه، پس از ۱۳ ماه جان سپرد. این خبرگزاری حقوق‌بشری همچنین تأیید کرده‌است که تا صبح روز پنجشنبه ۱۴دی۱۴۰۲ و با گذشت بیش از ۳۰ ساعت از جان‌باختن این نوجوان، پیکر او به خانواده‌اش تحویل داده نشده‌است.